# Pieter Tack
Pieter Tack (Humbeek, 18 november 1870 - Nijmegen, 15 maart 1943) was een Belgisch activist en lid van de Raad van Vlaanderen tijdens de Eerste Wereldoorlog. Hij wordt gezien als eerste president van de Vlaamse Staat, van december 1917 tot 11 november 1918. 

## Levensloop
Na de humaniora te hebben gevolgd aan het koninklijk atheneum in Antwerpen, promoveerde Tack in 1895 tot doctor in de Germaanse filologie aan de Rijksuniversiteit Gent.
Tijdens zijn studentenjaren interesseerde hij zich voor de Hogeschooluitbreiding, voor de verspreiding van kennis en wetenschap onder het volk. Samen met Lodewijk de Raet schreef hij een studie over de University Extension in Engeland en vanaf 1892 werden zij de gangmaker van een Vlaamse  University Extension: door hun toedoen werd een comité gevormd, bestaande uit onder anderen Paul Fredericq, Julius Mac Leod en Jozef Vercoullie. Dit leidde op 7 november 1892 tot de opening der Vlaamse leergangen van het “Hooger Onderwijs voor het Volk in de moedertaal, uitgaande van de Hoogeschool van Gent”. Al snel werden ook in Aalst dergelijke lessen gestart en vervolgens ook in vele andere steden.
Hij werd leraar aan de athenea van Hoei, Mechelen en Elsene en was ook een verdienstelijk auteur van schoolboeken. 
Onder de bezetting tijdens de Eerste Wereldoorlog, werd hij een van de hoofdpersonen binnen het activisme. Samen met Josué de Decker en de Duitser Walther von Dyck vormde hij een van de commissies die de vernederlandsing van de Gentse universiteit voorbereidden, hetgeen in 1916 door de bezetter werd doorgevoerd. Hij werd er benoemd tot hoogleraar Nederlands.
In februari 1917 was hij een van de oprichters van de Raad van Vlaanderen en werd er de eerste voorzitter van. Hij slaagde er niet in de spanningen tussen de verschillende fracties te beheersen.
In november 1918 vluchtte hij naar Duitsland en daarna naar Nederland. Hij werd leraar Nederlands aan de Hogere Burgerschool in Middelburg. In 1938 werd hij benoemd tot hoogleraar aan de rooms-katholieke universiteit Nijmegen.
De briefwisseling die hij voerde met geestesgenoten heeft aangetoond dat hij, bij het begin van de Tweede  Wereldoorlog, de Nieuwe Orde goed gezind was.